# Team USA Basketball
Team USA Basketball è un videogioco sportivo del 1992 sviluppato da Electronic Arts per Sega Mega Drive. Distribuito in Giappone come Dream Team USA (ドリームチームＵＳＡ?), il gioco è incentrato sul Dream Team che ha partecipato al torneo di pallacanestro ai Giochi della XXV Olimpiade.

## Modalità di gioco
In Team USA Basketball, sono presenti le seguenti squadre:
- Angola
- Australia
- Canada
- Cina
- Comunità degli Stati Indipendenti
- Croazia
- Spagna
- Francia
- Italia
- Lituania
- Paesi Bassi
- Slovenia
- Stati Uniti
- Jugoslavia

Oltre al Dream Team, è disponibile il team All World, composto dai migliori giocatori provenienti dalle altre nazionali partecipanti al torneo.